# Egervári Sándor
Egervári Sándor (Pomáz, 1950. július 15. –) magyar labdarúgó, hátvéd, edző, szövetségi kapitány.

## Pályafutása

### Edzőként
1983-tól Mezey György segítőjeként a válogatottnál dolgozott. 1989-ben Both József segítőjeként lett aranyérmes a kispestiekkel. majd 93-ban kapta első önálló megbizatását a zuglóiaknál. A BVSC-vel 96-ban bajnoki- és kupaezüstérmet szerzett, majd az év végén őt választották az év edzőjének. 1997 januárjától az Érdi VSE csapatát a másodosztály 3. helyéig vezette. Az év nyarán rövid időre a szaúdi ál-Ittihád munkáját segítette Kenyeres Imre másodedzővel. 1998 nyarán Garami József után lett az MTK vezetőedzője, kupagyőzelemre vezette a kék-fehéreket, majd egy évvel később 19 pont előnnyel bajnokságot nyert. Ezt követően Dunaújvárosban edzősködött. 2000-ben bajnok 16 pont előnnyel, 2001-ben ezüstérmes lett a Dunaferr-rel. 2002 nyarán tért vissza az MTK-hoz, ahol a szezon végén, 2003-ban ismét bajnoki címet nyert. A 2007-2008-as idényben harmadik helyezést ért el a Győri ETO-val.
2008-tól a magyar U20-as válogatott szövetségi kapitánya (hivatalosan szövetségi edző). A 2009 őszén Egyiptomban megrendezett U20-as világbajnokságon bronzérmet ért el magyar csapattal. A harmadik helyért 2009. október 16-án Costa Rica ellen játszott a válogatott. A rendes játékidőben 1–1 lett a végeredmény, majd 11-esekkel 2–0-ra győzött a magyar csapat. 2010. július 22-től a felnőtt magyar labdarúgó-válogatott szövetségi kapitánya lett, miután Erwin Koemannal szerződést bontott az MLSZ. Egervári 2013. október 11-én, a 8–1-re végződő Hollandia–Magyarország vb-selejtező után lemondott.
2015. december 29-én a Diósgyőri VTK bejelentette, hogy Bekő Balázs helyett Egervári Sándor veszi át a csapat irányítását.
A Diósgyőr a 9. helyen végzett a bajnokságban. Benczés Miklós, a DVTK sportigazgatójának elmondása szerint Egervári Sándor 2016-os lemondásának legfőbb oka az átigazolási sikertelenség volt, hiszen Polgár Kristóf, Forgács Dávid és Ugrai Roland igazolása is sikertelenül végződött. Egy e-mail-ben mondott fel.[forrás?]

## Sikerei, díjai

### Játékosként
- Magyar bajnokság
  - 2.: 1974–75
  - 3.: 1977–78
- Magyar kupa (MNK)
  - döntős: 1973
- Közép-európai kupa (KK)
  - 2.: 1974–75

### Edzőként
- Prima díj (2021)[5]

BVSC
- Magyar bajnokság
  - 2.: 1995–96
- Magyar kupa
  - döntős: 1996

MTK
- Magyar bajnokság
  - bajnok: 1998–99, 2002–03

Dunaferr
- Magyar bajnokság
  - bajnok: 1999–00
  - 2.: 2000–01

Győri ETO FC
- Magyar bajnokság
  - 3.: 2007–08

Magyarország U20
- U20-as világbajnokság
  - bronzérem: 2009, Egyiptom

## Statisztika

### Mérkőzései szövetségi kapitányként
| Magyarország | Magyarország         | Magyarország                       | Magyarország     | Magyarország | Magyarország  | Magyarország | Magyarország | Magyarország |
| #            | Dátum                | Helyszín                           | Hazai            | Eredmény     | Vendég        | Kiírás       | Gólok        | Esemény      |
| ------------ | -------------------- | ---------------------------------- | ---------------- | ------------ | ------------- | ------------ | ------------ | ------------ |
| 1.           | 2010. augusztus 11.  | London, Wembley Stadion            | Anglia           | 2 – 1        | Magyarország  | barátságos   | -            |              |
| 2.           | 2010. szeptember 3.  | Stockholm, Råsunda Stadion         | Svédország       | 2 – 0        | Magyarország  | Eb-selejtező | -            |              |
| 3.           | 2010. szeptember 7.  | Budapest, Szusza Ferenc Stadion    | Magyarország     | 2 – 1        | Moldova       | Eb-selejtező | -            |              |
| 4.           | 2010. október 8.     | Budapest, Puskás Ferenc Stadion    | Magyarország     | 8 – 0        | San Marino    | Eb-selejtező | -            |              |
| 5.           | 2010. október 12.    | Helsinki, Olimpiai Stadion         | Finnország       | 1 – 2        | Magyarország  | Eb-selejtező | -            |              |
| 6.           | 2010. november 17.   | Székesfehérvár, Sóstói Stadion     | Magyarország     | 2 – 0        | Litvánia      | barátságos   | -            |              |
| 7.           | 2011. február 9.     | Dubaj, al-Sabab Stadion (UAE)      | Azerbajdzsán     | 0 – 2        | Magyarország  | barátságos   | -            |              |
| 8.           | 2011. március 25.    | Budapest, Puskás Ferenc Stadion    | Magyarország     | 0 – 4        | Hollandia     | Eb-selejtező | -            |              |
| 9.           | 2011. március 29.    | Amszterdam, Amsterdam ArenA        | Hollandia        | 5 – 3        | Magyarország  | Eb-selejtező | -            |              |
| 10.          | 2011. június 3.      | Luxembourg, Stade Josy Barthel     | Luxemburg        | 0 – 1        | Magyarország  | barátságos   | -            |              |
| 11.          | 2011. június 7.      | Serravalle, Olimpiai Stadion       | San Marino       | 0 – 3        | Magyarország  | Eb-selejtező | -            |              |
| 12.          | 2011. augusztus 10.  | Budapest, Puskás Ferenc Stadion    | Magyarország     | 4 – 0        | Izland        | barátságos   | -            |              |
| 13.          | 2011. szeptember 2.  | Budapest, Puskás Ferenc Stadion    | Magyarország     | 2 – 1        | Svédország    | Eb-selejtező | -            |              |
| 14.          | 2011. szeptember 6.  | Chișinău, Zimbru Stadion           | Moldova          | 0 – 2        | Magyarország  | Eb-selejtező | -            |              |
| 15.          | 2011. október 11.    | Budapest, Puskás Ferenc Stadion    | Magyarország     | 0 – 0        | Finnország    | Eb-selejtező | -            |              |
| 16.          | 2011. november 11.   | Budapest, Puskás Ferenc Stadion    | Magyarország     | 5 – 0        | Liechtenstein | barátságos   | -            |              |
| 17.          | 2011. november 15.   | Poznań, Városi Stadion             | Lengyelország    | 2 – 1        | Magyarország  | barátságos   | -            |              |
| 18.          | 2012. február 29.    | Győr, ETO Park                     | Magyarország     | 1 – 1        | Bulgária      | barátságos   | -            |              |
| 19.          | 2012. június 1.      | Prága, Generali Arena              | Csehország       | 1 – 2        | Magyarország  | barátságos   | -            |              |
| 20.          | 2012. június 4.      | Budapest, Puskás Ferenc Stadion    | Magyarország     | 0 – 0        | Írország      | barátságos   | -            |              |
| 21.          | 2012. augusztus 15.  | Budapest, Puskás Ferenc Stadion    | Magyarország     | 1 – 1        | Izrael        | barátságos   | -            |              |
| 22.          | 2012. szeptember 7.  | Andorra la Vella, Estadi Comunal   | Andorra          | 0 – 5        | Magyarország  | vb-selejtező | -            |              |
| 23.          | 2012. szeptember 11. | Budapest, Puskás Ferenc Stadion    | Magyarország     | 1 – 4        | Hollandia     | vb-selejtező | -            |              |
| 24.          | 2012. október 12.    | Tallinn, A. Le Coq Aréna           | Észtország       | 0 – 1        | Magyarország  | vb-selejtező | -            |              |
| 25.          | 2012. október 16.    | Budapest, Puskás Ferenc Stadion    | Magyarország     | 3 – 1        | Törökország   | vb-selejtező | -            |              |
| 26.          | 2012. november 14.   | Budapest, Puskás Ferenc Stadion    | Magyarország     | 0 – 2        | Norvégia      | barátságos   | -            |              |
| 27.          | 2013. február 6.     | Belek, Bellis Sports Center (TUR)  | Fehéroroszország | 1 – 1        | Magyarország  | barátságos   | -            |              |
| 28.          | 2013. március 22.    | Budapest, Puskás Ferenc Stadion    | Magyarország     | 2 – 2        | Románia       | vb-selejtező | -            |              |
| 29.          | 2013. március 26.    | Isztambul, Şükrü Saracoğlu Stadion | Törökország      | 1 – 1        | Magyarország  | vb-selejtező | -            |              |
| 30.          | 2013. június 6.      | Győr, ETO Park                     | Magyarország     | 1 – 0        | Kuvait        | barátságos   | -            |              |
| 31.          | 2013. augusztus 14.  | Budapest, Puskás Ferenc Stadion    | Magyarország     | 1 – 1        | Csehország    | barátságos   | -            |              |
| 32.          | 2013. szeptember 6.  | Bukarest, Nemzeti Stadion          | Románia          | 3 – 0        | Magyarország  | vb-selejtező | -            |              |
| 33.          | 2013. szeptember 10. | Budapest, Puskás Ferenc Stadion    | Magyarország     | 5 – 1        | Észtország    | vb-selejtező | -            |              |
| 34.          | 2013. október 11.    | Amszterdam, Amsterdam ArenA        | Hollandia        | 8 – 1        | Magyarország  | vb-selejtező | -            |              |
|              | Összesen             |                                    |                  | -            | mérkőzés      |              | -            | gól          |